# The Sidewinder Sleeps Tonite
"The Sidewinder Sleeps Tonite" er en sang af det alternative rockband R.E.M., der blev udgivet som den anden single fra albummet Automatic for the People fra 1992. Den er inspireret af sangen "The Lion Sleeps Tonight", både mht. titlen og det indledende omkvæd. Bandet brugte "The Lion Sleeps Tonight" som en B-side til singlen. Den blev udgivet i 1992 på gruppens album Automatic for the People, og den blev senere udgivet som en single i 1993, hvor den nåede nummer 17 på UK Singles Chart.
Sangen var inkluderet på R.E.M.'s Warner Bros. "best of" album In Time: The Best of R.E.M. 1988–2003 i 2003, som en af de fire sange fra Automatic for the People på opsamlingsalbummet. I albumnoterne bemærkede Peter Buck remarked: "vi inkluderede denne sang op Automatic for at gøre op med den fremherskende stemning på albummet. Teksten omhandlede dødlighed, tidens gange, selvmord og familie, og vi følte at et lyspunkt var nødvendigt. I retrospekt så er konsensus i bandet, at den måske var lidt for letsindig."

## Tekst
Teksten er berømt for, at være nem at misforstå. I en undersøgelse fra 2010 var linjen "Call me when you try to wake her" fra omkvædet den mest misforståede sangtekst i Storbritannien, hvor den slog andenpladsen "Purple Haze", med flest misforståelse i undersøgelsen kaldet "Calling Jamaica".
Et grin af Michael Stipe kan høre ved 2:33, umiddelbart efter han synger afslutningsteksten i tredje vers "or a reading by Dr. Seuss" som referer til Dr. Seuss' rim. Da han forsøgte at udtale Dr. Seuss, blev Stipe ved med at sige "Zeus" og grinet kom som følge af hans egen manglende evne til at udtale teksten korrekt, hvilket Mills blev ved med at påpege. Stipe elskede Dr. Seuss som barn, men udtalte altid hans navn forkert.
Sangens fulde titel bruges ikke i teksten, men en linje lyder "the sidewinder sleeps in a coil" ligesom den senere linje "the sidewinder sleeps on its back". En sidewinder er en særlig type klapperslange (Crotalus cerastes), og også en antik type telefon med et optrækshåndtag. Teksten referer flere gange til at foretage og undgå telefonopkald.
Mike Mills sagde: "Den handler om en person, der ikke har sted at bo. En del handler også om, hvad mennesker kan gøre, som maskiner ikke kan. Resten af den - det har jeg ingen ide om, hvad handler om."
Mills sagde eftersigende, "halvdelen af sangen er om én som forsøger at komme i kontakt med en, som én som kan sove på hans gulv. Den anden halvdel; der er du på egen hånd."
I albumnoterne til Part Lies, Part Heart, Part Truth, Part Garbage 1982–2011, skriver Stipe, at sangen indeholder en af hans favorittekster: "'Their world has flat backgrounds and little need to sleep but to dream.' Cartoon characters never just get sleepy, they always have to have a dream of some floaty kind."

## Musikvideo
Musikvideoen blev udgivet i februar 1993, og den blev instrueret af Kevin Kerslake, produceret af Tina Silvey og Line Postmyr via produktionsfirmaet company Silvey & Co. og redigeret af Robert Duffy. Silvey og Postmyr producerede mange af Kerslakes musikvideoer i begyndelsen af 1990'erne (bl.a. Rides "Vapour Trail" og "Leave Them All Behind",
Nirvanas "In Bloom", Red Hot Chili Pepperss "Soul to Squeeze" samt Soundgardens Motorvision.) Videoen bliver ofte fejlagtigt tilskrevet Peter Care — i det tidligere R.E.M.-hovedkvarter er dette efterfølgende blevet rettet — som aldrig havde kontrakt med Silvey & Co. og som instruerede via Propaganda Films' søsterfirma Satellite Films fra 1992 til 2000. Den fejlagtige kreditering udsprang fra rec.music.rem newsgroup.

## Spor
Alle sange er skrevet af Bill Berry, Peter Buck, Mike Mills og Michael Stipe.

### US CD Single
1. "The Sidewinder Sleeps Tonite" – 4:06
2. "The Lion Sleeps Tonight" (Solomon Linda, Luigi Creatore, Hugo Peretti, George David Weiss) – 2:41

### UK "Collector's Edition" CD Single 1
1. "The Sidewinder Sleeps Tonite" – 4:06
2. "The Lion Sleeps Tonight" (Linda, Creatore, Peretti, Weiss) – 2:41
3. "Fretless"1 – 4:51

### UK "Collector's Edition" CD Single 2
1. "The Sidewinder Sleeps Tonite" – 4:06
2. "Organ Song" – 3:25
3. "Star Me Kitten" (demo) – 3:05

### DE CD Maxi-Single
1. "The Sidewinder Sleeps Tonite" – 4:06
2. "The Lion Sleeps Tonight" (Linda, Creatore, Peretti, Weiss) – 2:41
3. "Fretless"2 – 4:51
4. "Organ Song" – 3:25

### UK og DE 7" og kassettesingle
1. "The Sidewinder Sleeps Tonite" – 4:06
2. "Get Up" – 2:39

## Hitlister
| Hitliste (1993)                       | Højeste hitlisteplacering |
| ------------------------------------- | ------------------------- |
| Australian Singles Chart              | 99                        |
| Canadian Hot 100                      | 60                        |
| Irish Singles Chart[kilde mangler]    | 3                         |
| UK Singles Chart                      | 17                        |
| U.S. Billboard Alternative Songs      | 24                        |
| U.S. Billboard Mainstream Rock Tracks | 28                        |